# نوربرت كونيغ
نوربرت كونيغ (بالألمانية: Norbert König)‏ هو معلق رياضي وصحفي ألماني، ولد في 4 سبتمبر 1958 في Nordholz ‏ في ألمانيا.

## وصلات خارجية
- نوربرت كونينغ على موقع IMDb (الإنجليزية)